# Singapore ai Giochi della XVII Olimpiade
Singapore partecipò ai Giochi della XVII Olimpiade che si sono svolti a Roma dal 25 agosto all'11 settembre 1960, con una delegazione di 5 atleti impegnati in tre discipline.
Alla sua quarta partecipazione ai Giochi, Singapore conquistò la sua prima medaglia olimpica grazie a Tan Howe Liang che vinse una medaglia d'argento nel sollevamento pesi.

## Medaglie
| Medaglia | Atleta         | Sport             | Evento       |
| -------- | -------------- | ----------------- | ------------ |
| Argento  | Tan Howe Liang | Sollevamento pesi | Pesi leggeri |